# قصف بيت حانون 2006
حدث قصف بيت حانون في (8 نوفمبر 2006) من قبل الجيش الإسرائيلي عندما أصابت قذائف صف المنازل في بلدة بيت حانون في قطاع غزة، تسببت بقتل 19 فلسطينيًا وجرح أكثر من 40. جاء القصف بعد انسحاب الجيش الإسرائيلي من قطاع غزة بعد أسبوع من عملية غيوم الخريف حيث جاء تبرير الحكومة الإسرائيلية أنها كانت تهدف إلى وقف الهجمات الصاروخية من القسام على إسرائيل من قبل المسلحين الفلسطينيين. اعتذرت الحكومة الإسرائيلية وعزت الحادث إلى عطل فني.